# Kreativní destrukce
Kreativní destrukce je pojem spojovaný s rakouským ekonomem Josephem Schumpeterem, který ho převzal z díla Karla Marxe a postavil na něm svou teorii o zlepšení ekonomie. Kreativní destrukce spočívá v tom, že je záměrně zničeno něco staré, horší, aby se uvolnilo místo pro něco nového, lepšího. V Marxově teorii je tato myšlenka aplikovaná na shromažďování a ničení majetku v kapitalismu.
Německý sociolog Werner Sombart byl první, který tento pojem použil, a to konkrétně ve své knize Krieg und Kapitalismus z roku 1913. Nicméně podle něj kapitalismus také záměrně snižuje hodnotu majetku válkami nebo opakujícími se hospodářskými krizemi.
Josef Schumpeter v knize Capitalism, Socialism and Democracy z roku 1942 zmiňuje, že ekonomika založena na kreativní destrukci bude jedním z důvodů, který povede k zániku kapitalismu. I přes to byla tato metoda v obchodních společnostech stále používána. Po Schumpeterovi se touto myšlenkou začalo zabývat mnoho dalších marxistů jako např. David Harvey, Marshall Berman, Manuel Castells a Daniele Archibugi.

## Pohled Karla Marxe
Marx sice pojem kreativní destrukce nepoužívá, ale jeho myšlenky jsou základem pro další ekonomy (hlavně pro výše zmíněné Sombarta a Schumpetera). Poprvé tuto myšlenku zmínil v Komunistickém manifestu z roku 1848, kde mluví o tom, že když se buržoazní společnosti vymkne produkce, obchod a celkově ekonomika kontrole, snaží se ji zničit a postavit znovu. V knize Grundrisse o takovém jednání mluví jako o snaze vyřešit problémy a udržet kapitalismus.
Podle sociálního teoretika Davida Harveyho jsou pohledy Marxe a Schumpetera velmi podobné, ale Schumpeter na rozdíl od Marxe bere sebedestrukci jako nevyhnutelnou součást ekonomiky, zatímco Marx ji kritizuje a upozorňuje, že povede ke zkáze.

## Kreativní destrukce mimo ekonomii
Charles Darwin napsal v díle O původu druhů, že pro vznik nových forem života je většinou nutno, aby stará forma vymřela. V Hegelově filozofii se objevuje proces „sublace“, který je kreativní destrukci podobný.
Ve východním náboženství se objevuje postava Šivy, která je ničitelem a zároveň tvořitelem. Nietzsche mluví o Dionýsovi jako o „destruktivně kreativním“ a „kreativně destruktivním“. Heidegger hovoří o destrukci dějin západní ontologie, aby se posunul na cestě zjevování "věcí samých".

## Joseph Schumpeter
Pojem kreativní destrukce byl nejvíce popularizován Josephem Schumpeterem, se kterým je tento pojem i nejvíce spojený. Joseph Schumpeter se pojmem zabývá především ve svém díle Kapitalismus, socialismus a demokracie (Capitalism, Socialism and democracy) z roku 1942. V této knize Schumpeter poprvé používá pojem „kreativní destrukce“, který odvodil přímo z marxistické myšlenky a využil ji k vysvětlení ničivého procesu transformace. Vychází z myšlenky, že kapitalismus je forma nebo metoda ekonomické změny, která není nikdy stacionární. Kapitalismus je stále v pohybu díky neustále novým statkům a novým výrobním procesům.
Schumpeter dokládá fakt, že kreativní destrukce je neodmyslitelnou součástí kapitalismu i skrze historický vývoj: otevírání nových obchodů a organizační vývoj z řemeslných dílen do továren a později do obrovských podniků a korporací ilustruje proces průmyslové změny, která neustále způsobuje revoluci ekonomické struktury. Stará ekonomická struktura je tak neustále ničena, a naopak se neustále tvoří nová struktura.  Je tedy vidět, že kreativní destrukce je něco, na čem kapitalismus spočívá a mnohdy i nevědomky o ní usiluje.
V Schumpeterově vizi kapitalismu byl inovativní vstup podnikatelů narušující silou, která udržela ekonomický růst, i když zničila hodnoty zavedených společností a dělníků, kteří se těšili z určitého stupně monopolní moci odvozené z předchozích technologických, organizačních, regulačních a ekonomických paradigmat.
Schumpeter dále rozvedl jeho koncept kreativní destrukce a udělal z něj základ jeho ekonomické teorie. Tento koncept byl později přijat jako hlavní doktrína ekonomického myšlení volného obchodu v tzv. rakouské škole.

## Příklady kreativní destrukce
Schumpeter v jednom ze svých příkladů zmiňuje společnost Illinois Central, která iniciovala stavbu železnic na severozápadě Spojených států amerických. Illinois Central neprospívala pouze zrodu skvělého byznysu, zakládání nových měst a kultivaci půdy, ale zároveň tímto počínáním zanikl starý zemědělský charakter západu USA.
Firmy, které jednou zapříčinily revoluci a zároveň pak i dominanci v nových odvětvích (např. Xerox a jeho tiskárny, či Polaroid a jeho okamžité fotografie) zaznamenaly, že jejich zisky klesly a jejich dominance pominula, jakmile konkurenti v různých ohledech jejich produkty vylepšili. Můžeme pak třeba sledovat, jak kazety nahradily CD-disky, ty byly nahrazeny MP3 přehrávači, které jsou nyní nahrazeny nejrůznějšími sdílejícími kanály.
Dalším příkladem může být kreativní destrukce tradičních novin. Spousta novin se začíná vydávat v online prostředí, aby mohly konkurovat internetovým novinám. Některé ze společností dokonce přestaly tisknout tradiční noviny a zaměřily se jen na vydávání novin na internetu (např. Christian Science Monitor). V USA tak například zaměstnanost v novinářském tisku spadla od roku 1990 do roku 2013 z 455 700 zaměstnanců na 225 100, zatímco zaměstnanost v internetovém vydavatelství rapidně vzrostla.
Úspěšná inovace je ve skutečnosti zdrojem tržní síly, která sice narušuje zisky a postavení starých firem, ale nakonec skrze nové vynálezy a metody podporuje ekonomiku. Kreativní destrukce je potom důležitý ekonomický koncept, protože může objasnit nejrůznější vývoj a pohyb průmyslové změny. Kreativní destrukce tak byla inspirací pro endogenní teorii růstu a pro evoluční přístup k ekonomii.
Příkladem může být David Ames Wells (1890), vůdčí osobnost ve sféře technologického vývoje, který silně ovlivnil ekonomii ke konci 19. století. V té době poskytl hned několik příkladů kreativní destrukce, aniž by věděl o tomto tehdy ještě neznámém termínu. Kreativní destrukci přispěl svým vylepšením parního stroje, loďařství, mezinárodní telegrafní sítě a mechanizací zemědělství.

## Další představitelé

### David Harvey
Historik a geograf David Harvey ve své knize The Condition of Postmodernity poukazuje na to, že důsledkem neustálých inovací je znehodnocování, ne-li ničení předchozích investic a pracovních postupů. Připouští, že kreativní destrukce je součástí oběhu kapitálu. Samotné investice pak zhoršují stabilitu i nejistotu a nakonec se stávají hlavní silou tlačící kapitalismus do periodické krize. Rozmáhá se pak boj o udržení ziskovosti, který žene kapitalisty kupředu. Ti pak vytváří nové produkty, které zapříčiní nové potřeby a přání spotřebitelů. Výsledkem je tak prohloubení nejistoty a nestability, protože masy kapitálu a pracovníků přecházejí z jedné pozice do druhé a celý původní sektor je tak zničen.
Harvey se dále dostává ke geografickému pohybu kapitálu a práce, tedy přesidlování firem na výhodnější místa. Tento přesun zapříčiňuje mezinárodní dělbu práce, která zvyšuje nejistotu v geografické dimenzi. Globalizaci pak lze chápat jako nějakou konečnou formu „komprese časoprostoru“, která umožňuje, aby se investice kapitálu pohybovaly ve mžiku oka z jednoho konce zeměkoule na druhý. Kapitalismus se tak v nepřetržitém procesu kreativní destrukce geograficky stále posouvá.

### Marshall Bernam
Roku 1987 marxistický filozof Marshall Bernam ve své knize All That is Solid Melts into Air: The Experience of Modernity a především v kapitole Inovativní sebedestrukce, ukazuje marxistickou teorii kreativní destrukce, aby vysvětlil procesy vznikající v moderní společnosti. Samotný název knihy je vzat z části nejznámější knihy Karla Marxe – Komunistický manifest. Bernam se snaží Marxovu myšlenku dále propracovat.
Bernam souhlasí s Marxovou ideou křehkosti gigantické kreativní síly kapitalismu a poukazuje na tento zjevný rozpor kreativity a destrukce, aby z něj učinil klíčové vysvětlení modernity. Podle něj vše, co vytvořila buržoazie je jen určeno k destrukci a poté k následné recyklaci. I všechny krásné buržoazní památky, budovy, silnice atd. jsou pouze jednorázové a jsou realizovány pro rychlý odpis a plánovány k tomu, aby zastaraly.

### Manuel Castells
Sociolog Manuel Castells ve své trilogii The Information Age: Economy, Society and Culture vyložil procesy, kterými kapitalismus investuje jen do určitých částí světa a jiné vykořisťuje. Kapitalismus v době globalizace je charakterizován skoro okamžitou plynulostí, čímž vytváří novou prostorovou dimenzi nazývanou the space of flows.  Zatímco technologický vývoj umožnil tuto nebývalou plynulost, proces jako takový vytváří nepotřebné oblasti a populace, které jsou obcházeny informačními sítěmi. Nová prostorová podoba megalopole je Castellsem definována jakožto globálně propojená, ale místně odpojená, jak fyzicky, tak společensky. Castells tyto argumenty připojuje k termínu kreativní destrukce tak, že říká, že informatismus je vlastně kultura kreativní destrukce zrychlená na rychlost optoelektronických obvodů.

## Alternativní názvy
Kvůli následující pasáži se pro kreativní destrukci uchytila i fráze „Schumpeter’s Gale“.
Otevírání nových trhů a organizační rozvoj od dílen a továren ke koncernům jako je US Steel, ukazuje proces průmyslové mutace, která neustále revolucionizuje ekonomickou strukturu zevnitř, nepřetržitě ničí starou strukturu a vytváří novou… Proces musí být viděn ve své úloze ve víceleté vizi kreativní destrukce; nesmí to být pochopeno na hypotéze, že tu někdy bude trvalý klid.
— Joseph Schumpeter, Capitalism, Socialism and Democracy, 1942